# Evarcha hoyi
Evarcha hoyi is een spinnensoort in de taxonomische indeling van de springspinnen (Salticidae).
Het dier behoort tot het geslacht Evarcha. De wetenschappelijke naam van de soort werd voor het eerst geldig gepubliceerd in 1883 door Elizabeth Maria Gifford Peckham & George William Peckham.